# Trinh nữ điển phạm
Trinh nữ điển phạm (tiếng Latin: Speculum virginum, tiếng Đức: Jungfrauenspiegel) là một giáo khoa thư xuất bản trong thế kỷ XII nhằm phụng sự cuộc sống của các nữ tu.

## Lịch sử
Nguyên bản được cho là có thể thuộc một chủng viện dòng Augustinians ở Andernach. Tu viên này do giám mục Richard lập ra để dành tặng em gái ông năm 1128. Richard đồng thời bổ nhiệm Conradus Hirsaugiensis như một cố vấn tinh thần cho bà, vì vậy một vài học giả đã gợi ý rằng rất có thể Conradus là tác giả cuốn sách.

## Nội dung
Trứ tác cung cấp cái nhìn toàn diện và sớm nhất về thần học Công giáo. Tài liệu gồm những cuộc đối thoại của Peregrinus (nam giảng sư) và Theodora (nữ đệ tử), nhằm củng cố quyết tâm của Theodora (qua đó hấp dẫn độc giả cùng giới) hiến trọn đời trung trinh cho Thiên Chúa.

## Ảnh hưởng
The growth of the various manuscript of the Speculum Virginum in the Middle Ages had a particular resonance for women who sought a dedicated religious life. Yet, it not only impacted the development of female monastic life, but in turn 
influenced the proliferation of male monastic orders, and even Protestant theology via the writings of Nikolaus Selnecker and Conrad Porta.
The text was widely read from the 12th century until the Reformation, and it survives in 26 vernacular (Middle Low German) and in 30 Latin recensions. The Latin text was edited with a German translation by Seyfarth (1990). Most surviving manuscripts date to the 15th century. An early version of the Latin text is preserved in Cologne W276a (ca. 1140), possibly originating from Andernach, and in BL Arundel 44.